# Mästocka skjutfält
Mästocka skjutfält är ett militärt skjutfält beläget i södra Hallands inland öster om Halmstad och ligger inom Halmstads kommun och Laholms kommun.

## Historik
Mästocka skjutfält anlades som ett infanteriskjutfält till Hallands regemente samt Infanteriets kadett- och aspirantskola (InfKAS). Bakgrunden var en diskussion under främst 1970-talet att förband som satte upp brigader skulle ha tillgång till ett övnings- och skjutfält av en viss storlek för att kunna bedriva en effektiv utbildning. Vid denna tid hade Hallands regemente endast tillgång till skjutfälten Ringenäs och Nyårsåsen, vilket inte ansågs tillräckligt. Man tittade på flera platser i södra Halland som ansågs lämpliga för en skjutfältsetablering. Valet föll till slut på ett område direkt söder om Flygvapnets målområde, det så kallade Tönnersjömålet. Här fanns fördelar med att man kunde använda flygets målområde som riskområde vid skjutning och att området för det nya skjutfältet var relativt glesbefolkat. Dock behövdes ett antal fastigheter lösas in och vissa familjer tvingades flytta. Skjutfältet invigdes slutligen den 25 september 1984. Mästocka skjutfält och Tönnersjömålet är sedan år 2000 integrerade i ett skjutfält: Mästocka skjutfält och den totala arealen är nu knappt 4.900 ha. Skjutfältet förvaltades fram till sommaren 2000 av Hallands regemente, därefter av Luftvärnsregementet. 

## Geografi
Norra delen, cirka en fjärdedel, av skjutfältet ligger i Halmstads kommun medan resterade del ligger i Laholms kommun samt gränsar till Kronobergs län. Mästockaområdena är delar av det gamla halländska svedjelandet, vilket delvis sätter sin prägel på landskapsbilden. Höjdvariationerna är relativt ringa och skogklädda partier omväxlar med moss- och myrområden. Skogen är i huvudsak medelåldrig tallplantering, omväxlande med nyplanterade grankulturer. På några ställen finns äldre blandskog- och bokskogsområden.
Det kan tyckas konstigt att Flygvapnets gamla målområde heter Tönnersjömålet då byn Tönnersjö ligger en bra bit från själva målområdet. Anledning sägs dock vara att piloterna vid inflygningen mot målet tog sikte på Tönnersjö kyrktorn.

## Verksamhet
Skjutfältet kom fram till 2000 att användas av garnisonens ingående förband, då främst Hallandsbrigaden fram till dess nedläggning sommaren 2000. Därefter har Mästocka skjutfält främst använts av de grundsutbildningsförband och skolor som återfinns inom Halmstads garnison. Även Hemvärnet nyttjar fältet vid sina övningar. De förekommer även att förband från andra delar av landet nyttjar fältet. En av anledningarna är att det finns goda möjligheter att öva strid i bebyggelse på fältet i för ändamålet särskilda anläggningar. Detta går att öva både med lös och skarp ammunition. Bakgrunden till detta är att Hallands regemente under ett antal år hade utbildningsansvar för särskilda stadsskytteförband. De skjutningar som sker på fältet är främst med vanliga infanterivapen med understödssystem, exempelvis granatgevär. Luftvärnsregementet övningsskjuter även med Robotsystem 70 på Mästocka, något man var tvungen att söka sig till andra skjutfält i exempelvis Skåne för att göra.

### Ebbareds läger
I skjutfältets södra hörn återfinns Ebbareds läger med bland annat sanitetsanläggning och tältplatser för tilltänkta krigsförbandsövningar och repetitionsövningar. Verksamheten vid denna lägerplats har upphört och flertalet av byggnaderna rivna eller flyttade. Ett nytt läger för boende för upp till kompanistorlek planeras dock på skjutfältet, vilket syftar till att underlätta vid utbildning av garnisonens förband, bland annat vid motorutbildning. Osäkert om det nya lägret hamnar just i Ebbared.